# 小林歌穂
小林 歌穂（こばやし かほ、2000年6月12日 - ）は、日本の元アイドル、歌手、俳優であり、元私立恵比寿中学のメンバー。
埼玉県春日部市出身。元スターダストプロモーション所属。

## 略歴
小学6年生の夏休みに、原宿でスターダストプロモーションにスカウトされる。書籍によっては「小学5年生のとき原宿の竹下通りで」としている場合がある。
2013年11月9日、AKIBAカルチャーズ劇場にてお披露目された、3B juniorのアイドルグループ「チーム大王イカ」のメンバーとして活動開始。
2014年1月4日、グリーンドーム前橋にて行われたイベント「3Bjunior Live Final“俺の藤井”2014」にて、中山莉子と共に、私立恵比寿中学への転入（加入）が発表される。同年3月21日、グランキューブ大阪で行われた「私立恵比寿中学 Luck To The Future PART2」にて初ステージに立つ。6月4日、私立恵比寿中学のシングル『バタフライエフェクト』でCDデビューした。
2015年7月、ABSラジオ『タマリバ』内で月1コーナー「小林歌穂の秋田エビ中 ぽー送部」が始まった。同年から毎年秋に開催の私立恵比寿中学秋田分校では生徒会長を務めた。2019年10月には秋田県知事が私立恵比寿中学を秋田県公式観光＆文化大使「あきた美の国ガールズ」に任命した。
2016年6月13日、初の生誕ソロライブ「ぽーランド」を開催した。以後2025年の「ぽーランド10!!!!!!!!!!」まで毎年開催している。
2017年12月14日、連続ドラマ『また来てマチ子の、恋はもうたくさんよ』で初単独主演することが発表された。 放送および配信終了後の2018年8月22日には舞台『また来てマチ子の、愛をもう止めないで』が公演決定、ドラマ版と同じく小林の出演が発表された。
2020年12月、初となる個展「ひらけ！ぽーの自由帳」を開催した。2024年6月に個展「ひらけ！ぽーの自由帳 2冊目！」、2025年5月に個展「くらしのこばやし」を開催している。
2023年6月12日、写真集『わたし。』を発売。
2025年3月30日、同年6月28日をもってグループを卒業し、芸能活動を終了することを発表した。
2025年6月28日、私立恵比寿中学ワンマンライブ小林歌穂 卒業式「ぽ～EVER ―消えない落書き―」をもって私立恵比寿中学を卒業し、同日付でスターダストプロモーションを退所した。

## 人物・エピソード
- 座右の銘は「ありがとう」[17]。
- 趣味は絵を描くこと、特技はゆるいイラストを描く事[2]。
- 愛称は「ぽーちゃん」。
- 2歳上の兄[18]と7歳下の妹[19] がおり、3人兄妹。
- 好きなアーティストはチャラン・ポ・ランタン[20]、吉澤嘉代子[20]、Superfly[21]など。なお、チャラン・ポ・ランタンとは2016年の小林ソロライブにて、シークレットゲストとして共演を果たした[22]。
- 子供の頃に憧れた歌手は、いきものがかりの吉岡聖恵[5]。
- 私立恵比寿中学加入当初は歌い方に悩む時期もあったが、小林歌穂が加入した2014年からエビ中のボイストレーナーを務める西山恵美子と「ポップコーントーン」（2016年）のレコーディング中に「今の歌が歌穂の声なんだよ」と気付かされ、ほっこりした人柄を活かしたボーカルになった[23]。
- 明るく人懐っこい性格から、大型犬に例えられる[24]。自身では心配性であると語る[25]。
- 小学5年生の時に考案した[26]平凡人（へいぼんじん）という自作キャラクターがある[27]。2016年には、準レギュラー出演しているABSラジオ『タマリバ』内の企画でたけや製パンとのコラボレーション企画として「平凡人パン」が発売され、パッケージのイラストデザインを小林が担当した[28]。それ以後、私立恵比寿中学秋田分校の開催に合わせて毎年「平凡人パン」が発売されている。2017年には、同番組内でコラボレーション企画第2弾として「平凡人スティック」の発売が発表されており[29]、パッケージのデザインを小林が担当することも決定していたが見送られた[30][注 2]。また、「小林歌穂の秋田エビ中 ぽー送部」のコーナーも、暫くの間休止することも報告された[31][注 3][32]。
- 2018年2月17日に、Instagramアカウントの開設と初投稿を行った[33][34]。
- 私立恵比寿中学と同じく、スターダストプロモーション所属であるMAGiC BOYZの楽曲「ハッピーエンドマジック」のミュージックビデオに出演した[35][注 4]。当ミュージックビデオは、小林の初主演ドラマのオープニング映像も監督した神谷圭介（演劇ユニット・テニスコート）が監督を務めた[36][注 5]。2018年3月8日に発売されたMAGiC BOYZのシングル『ハッピーエンドマジック』のCDジャケット写真にも小林が登場している[注 6][37]。
- 2020年から不定期出演していたtvk『関内デビル』において、ギョウザとパンが好きな小林に「できたてギョウザパン」というデビルネーム（ニックネーム）がマスターによって付けられた。
- 2021年11月26日リリースの配信限定シングル『Anytime, Anywhere』の配信サムネイルを描き下ろした[38]。

## 私立恵比寿中学関連
- 出席番号は11番[1]。
- 自己紹介は「じゃんけん（ぽー！）あっちむいて（ぽー！） じゃんけん（ぽー！）こっちむいて （ぽーちゃん！）」。キャッチフレーズは「歌う稲穂、ダンシングライス、出席番号11番小林歌穂です」[39]。キャッチフレーズは自己紹介に続けて言う場合もあるが、省略することもある。
- 秋田分校の生徒会長（2015年[40]、2016年[41]、2017年[42]、2018年[43]、2019年[44]、2021年[45]、2022年[46]、2023年[47]、2024年[48]）。
- 加入同期メンバーの中山莉子とは同い年で「かほりこ」と呼ばれており、2014年にグループ参加後から2021年に新メンバー3人を迎えるまで同グループ内の最年少であった。加入初期にかほりこの指導係を務めた安本彩花とは師弟コンビと呼ばれている。
- メンバー内で一番靴のサイズが大きい（2015年11月時点）[49]。
- 2015年のホールツアーに関連して「週刊平凡人 エビ中ツアーを行く」という週刊動画の案内人を担当。タイトルにもある通り、小林考案のキャラクターの平凡人が使われた。
- 小林の生誕祭として開かれたソロライブは、私立恵比寿中学におけるソロライブの企画としてトップバッターとなった。
- 2017年1月31日に開かれた、廣田あいか生誕ソロライブ「ァィヵヮィィ」に廣田の考案で、着ぐるみパンダの「ぴおぴお」としてゲスト出演した。観客には着ぐるみの正体が小林であることを隠した状態で開演前からステージに登場させ、開演後に着ぐるみの正体が小林であることを発表する演出が行われた[50][51]。他のメンバーの生誕ソロライブにゲスト出演するのは小林が初めてである。

## 小林歌穂の秋田エビ中 ぽー送部
ラジオ番組『タマリバ』（ABS秋田放送、ラジオクラウドでも配信）の中で小林が担当していたコーナー。2015年7月5日（日）から企画が開始し、2020年3月13日（金）の放送をもってコーナーの最終回を迎えた。小林が秋田県の高校に訪問し、昼の放送に参加していた。
『タマリバ』では番組の途中に位置する、当コーナー導入時から番組へ参加する形式をとり、続くコーナー「放課後パンハンドレッド」及び、ラジオ放送収録後に続くポッドキャスト限定配信収録アフタマリバに続けて出演する形式を取る。
2020年1月-3月の3回は、私立恵比寿中学のあきた美の国ガールズ就任を記念して、「東京の街で秋田をさがしまSHOW」と題し、小林歌穂が東京都内にある秋田関連のイベントやスポットを訪れた模様が放送された。代々木公園イベント広場で開催された「AKITAワンダフルフェス2020」（2020年1月17日放送）、日本橋のおむすびスタンド 有楽町の秋田ふるさと館（2020年2月14日放送）、	銀座のアルビオン株式会社（藤里町に白神研究所がある） 足立区のてまり工房（館長が由利本荘市出身）（2020年3月13日放送）。
2020年4月からは「小林歌穂の秋田エビ中 ぽー送部」に代わり、小林らエビ中メンバーが月替わりで秋田の魅力を発信するコーナー「あきた美の国ガールズ エビ中のいと恋しあきた」へ移行した。
さらに「あきた美の国ガールズ エビ中のいと恋しあきた」も2025年3月28日をもって終了した。
| 放送日         | 訪問した学校                             |
| -------------- | ---------------------------------------- |
| 2019年12月6日  | 秋田県立六郷高等学校                     |
| 2019年11月8日  | 秋田県立男鹿海洋高等学校（2回目）        |
| 2019年10月11日 | 秋田県立大館国際情報学院中学校・高等学校 |
| 2019年9月27日  | 秋田県立秋田北高等学校（2回目）          |
| 2019年8月30日  | 秋田県立能代高等学校（3回目）            |
| 2019年7月5日   | 秋田県立湯沢翔北高等学校（2回目）        |
| 2019年6月14日  | 秋田市立御所野学院中学校・高等学校       |
| 2019年5月31日  | 秋田県立本荘高等学校（2回目）            |
| 2019年4月26日  | 秋田県立大館桂桜高等学校                 |
| 2018年12月7日  | 秋田県立男鹿工業高等学校                 |
| 2018年11月9日  | 秋田県立横手清陵学院中学校・高等学校     |
| 2018年10月18日 | 秋田市立秋田商業高等学校（2回目）        |
| 2018年9月7日   | 明桜高等学校（2回目）                    |
| 2018年8月31日  | 秋田県立能代高等学校（2回目）            |
| 2018年7月20日  | 秋田県立秋田西高等学校（2回目）          |
| 2018年6月29日  | 秋田県立大曲農業高等学校                 |
| 2018年6月1日   | 秋田公立美術大学附属高等学院             |
| 2018年4月27日  | 秋田県立秋田北鷹高等学校                 |
| 2018年3月2日   | 秋田県立由利工業高等学校                 |
| 2018年2月9日   | 秋田県立大曲工業高等学校                 |
| 2018年1月26日  | 秋田県立秋田工業高等学校                 |
| 2017年12月8日  | 秋田和洋女子高等学校                     |
| 2017年11月24日 | 秋田県立平成高等学校                     |
| 2017年10月27日 | 秋田県立秋田南高等学校                   |
| 2017年9月10日  | 秋田県立仁賀保高等学校                   |
| 2017年9月3日   | 秋田県立大館鳳鳴高等学校                 |
| 2017年7月16日  | 秋田県立秋田高等学校                     |
| 2017年6月25日  | 秋田県立能代松陽高等学校                 |
| 2017年5月21日  | 秋田県立五城目高等学校                   |
| 2017年4月16日  | 秋田県立雄物川高等学校                   |
| 2017年1月29日  | 秋田県立増田高等学校                     |
| 2016年12月11日 | 秋田県立湯沢翔北高等学校                 |
| 2016年11月13日 | 秋田工業高等専門学校                     |
| 2016年10月16日 | 秋田県立新屋高等学校                     |
| 2016年9月11日  | 秋田県立秋田中央高等学校                 |
| 2016年8月28日  | 秋田県立男鹿海洋高等学校                 |
| 2016年7月10日  | 秋田県立西目高等学校                     |
| 2016年6月19日  | 秋田県立能代高等学校                     |
| 2016年5月22日  | 秋田県立本荘高等学校                     |
| 2016年4月17日  | 秋田県立秋田西高等学校                   |
| 2016年3月6日   | 秋田市立秋田商業高等学校                 |
| 2016年2月14日  | 秋田県立横手城南高等学校                 |
| 2016年2月7日   | 秋田県立秋田北高等学校                   |
| 2015年11月22日 | 明桜高等学校                             |
| 2015年11月8日  | 秋田県立大曲高等学校                     |
| 2015年10月18日 | 秋田県立横手高等学校                     |
| 2015年9月20日  | 秋田県立金足農業高等学校                 |
| 2015年8月30日  | 秋田県立由利高等学校                     |
| 2015年7月5日   | 秋田県立角館高等学校                     |

## ライブ

### 単独ライブ
- 小林歌穂生誕ソロライブ「ぽーランド」（2016年6月13日 品川ステラボール）[22]
- 小林歌穂生誕ソロライブ「ぽーランド2!!」（2017年6月8日 赤坂BLITZ）[102][103]
- 小林歌穂生誕ソロライブ「ぽーランド3!!!」（2018年6月14日 マイナビBLITZ赤坂）[104][105]
- 小林歌穂生誕ソロライブ「ぽーランド4!!!!」（2019年6月13日 マイナビBLITZ赤坂）[106][107]
- 小林歌穂生誕ソロライブ「ぽーランド5!!!!!」（2020年10月10日 品川ステラボール）[108][109]
- 小林歌穂生誕ソロライブ「ぽーランド6!!!!!!」（2021年6月10日 Zepp Tokyo）[110][111][112]
- 小林歌穂生誕ソロライブ「ぽーランド7!!!!!!!」（2022年6月13日、KT Zepp Yokohama）[113]
- 小林歌穂生誕ソロライブ「ぽーランド8!!!!!!!!」 （2023年6月12日、KT Zepp Yokohama）[114]
- 小林歌穂生誕ソロライブ「ぽーランド9!!!!!!!!!」（2024年6月12日、KT Zepp Yokohama）[115]
- 小林歌穂生誕ソロライブ「ぽーランド10!!!!!!!!!!」（2025年6月12日、Zepp Shinjuku（TOKYO））[116]

### その他ライブ
- 小林歌穂プロデュースの私立恵比寿中学「自習Vol.6」（2018年3月31日、神奈川・カルッツかわさき）[117]
- 小林歌穂と中山莉子 グループ加入10周年記念ライブ「それみろ！カホリコ〜レンコンと天丼から10年〜」（2024年9月14日、J:COMホール八王子）[118][119]
- 小林歌穂プロデュースの私立恵比寿中学ライブツアー「私のわがままを聴いておくれミニツアー」（2025年5月）
  - 5月5日 -  NHK大阪ホール
  - 5月11日 - Niterra日本特殊陶業市民会館フォレストホール
  - 5月18日 - Kanadevia Hall[120]
- 私立恵比寿中学 小林歌穂卒業公演「ぽ〜EVER ー消えない落書きー」（2025年6月28日、幕張メッセ 幕張イベントホール）[121]

## 出演
※私立恵比寿中学としての出演は、「私立恵比寿中学」の項を参照。本項目では単独出演のみ

### テレビ
- シャキーン! うたコーナー「からだかなでる」（2013年4月1日 - 、NHK Eテレ）[2]
- NHKスペシャル「緒方貞子ものがたり」（2013年8月17日、NHK総合）[2]
- 開運音楽堂（2015年3月6日・3月13日、TBS）[2]
- オトナヘノベル「10代ドラマ・ウソつきたちのクリスマス」（2015年12月24日、NHK Eテレ）[2]
- オタクィーーーンイングリッシュ!（2017年4月10日 - 2017年6月25日、テレビ埼玉 / KBS京都）[122][123][注 8][124]

※メンバーの中山莉子と共にレギュラー出演
- 車あるんですけど…?（2017年9月24日、テレビ東京）
- 猫のひたいほどワイド（2018年1月10日、テレビ神奈川）[125]
- 関内デビル（2018年1月24日、テレビ神奈川）
- 趣味どきっ！（2020年9月28日、NHK Eテレ）[126][出典無効]
- The Gift（2021年8月16日、日本テレビ）[127]
- あなたの故郷アニメ化計画（2021年12月28日、BSテレビ東京）[128]
- かまいガチ（2022年6月1日、テレビ朝日）[129]
- これ余談なんですけど・・・（2023年1月25日、朝日放送テレビ）[130]
- はじめての美術館（2023年9月3日、TOKYO-MX）
- ◯◯をする流れ星☆たきうえ（2025年1月5日、1月12日、ぎふチャン）

### ドラマ
- また来てマチ子の、恋はもうたくさんよ（2018年1月11日 - 3月15日、テレビ神奈川） - 主演：町山マチ子 役[9][131]
- スカパー！朝のTwitterドラマ 第36作「誰だっけ」脚本：せきしろ 全5話＋総集編（2019年11月4日 - 11月9日、Twitter）[132][133]
  - 第1話（2019年11月4日配信）[134]
  - 第2話（2019年11月5日配信）[135]
  - 第3話（2019年11月6日配信）[136]
  - 第4話（2019年11月7日配信）[137]
  - 最終話（2019年11月8日配信）[138]
  - 総集編（2019年11月9日配信）[139]
- かりあげクン 第4話（2023年1月28日、BS松竹東急） - 水野 役[140][141]

### 映画
- 灰色の烏（2015年3月21日公開） - 沼口マナ 役[142]

### 舞台
- また来てマチ子の、愛をもう止めないで（2018年10月17日、20日 - 28日、赤坂RED/THEATER） -  町山マチ子役[10]
- 重要物語（2023年1月26日 - 2月5日、赤坂RED/THEATER）- メグミ役
- バカ息子は光を放つ （2023年10月19日、下北沢駅前劇場）- 日替わりゲストとして出演

### CM
- 花王「リセッシュアロマクリーニング」[2]
- ABSラジオ タマリバ×たけや製パン 共同開発商品「平凡人パン」 - 声のみの出演[143]

### ラジオ
- タマリバ（2015年7月 - 2020年3月、秋田放送 / radiko.jp[注 9]、2018年4月よりラジオクラウドでの配信を開始。） - 準レギュラー[2]（「小林歌穂の秋田エビ中 ぽー送部」、「放課後パンハンドレッド」のコーナー）
  - 2020年4月から2025年3月までタマリバ内「あきた美の国ガールズ エビ中のいと恋しあきた」にエビ中メンバーが月替わりで出演していた。

### Podcast
- “タマリバ（Podcast限定アフタマリバ）” (Podcast). ABS秋田放送. ※2018年3月で配信終了。

### WEB配信／動画
- サクラボ社「WITH TEAMグルメ」PR動画（2020年）[144] - 桜庭和志と共演
- 真山りかのアニメ300%（2020年11月16日、2023年12月25日、2025年6月5日、ニコニコ生放送）
- 吉澤嘉代子 ニューシングル「サービスエリア」発売記念特番（2020年11月25日、YouTube）[145] - 真山りかと出演
- 猫舌SHOWROOM『豪の部屋』オーナー：吉田豪（2021年1月19日 SHOWROOM）[146]
- ログログDIY（2022年5月8日 - 6月10日、YouTube）

### ミュージックビデオ
- MAGiC BOYZ - 「ハッピーエンドマジック」[35]

### 個展
- 小林歌穂 初個展「ひらけ！ぽーの自由帳」（2020年12月8日 - 12月13日  恵比寿アートギャラリーAL）[147][148]
- 小林歌穂 個展「ひらけ！ぽーの自由帳 2冊目！」（2024年6月11日 - 6月16日  恵比寿アートギャラリーAL）[149]
- 小林歌穂 個展「くらしのこばやし」（2025年5月17日 - 25日、@PLACE）

### モデル
- 西岡ペンシル「NISHIOKA PENCIL YUKATA COLLECTION 2021」（2021年5月）[150]

## 作品

### ソロ楽曲
- ぐらりぐら想い（作詞：鈴木まなか／作曲：鈴木まなか、Hiroki Sagawa／編曲：Hiroki Sagawa） - エビ中のユニットアルバム さいたまスーパーアリーナ2015盤に収録

### ユニット楽曲
- 真山りか、小林歌穂ユニット「Micro Mix Mountain」名義
  - 宇宙戦争宣戦布告（作詞・作曲：クボナオキ／編曲：鈴木Daichi秀行）
- 小林歌穂、中山莉子ユニット
  - 君のそーゆーとこ（作詞：柿沼雅美、作曲・編曲：木村孝明）

エビ中の楽曲では「感情電車」「SHAKE! SHAKE!」が小林をフィーチャーした曲である。
私立恵比寿中学の会場限定CD『日記』（2018年11月3日発売）に「日記（小林歌穂 Solo ver.）」が収録されている。

## 書籍

### 雑誌
- Ebi Collection （vol.11[152]、vol.17[153]、vol.22[154]、vol.49[155] 東京ニュース通信社）
- graduation 中学卒業2016（東京ニュース通信社）[156]
- UTB（2021年1月号[注 10]、ワニブックス）
- B.L.T.（2021年2月号、2025年8月号[注 11]、東京ニュース通信社）- 25年8月号は 中山莉子と共に表紙（小林歌穂卒業記念 カホリコ特別版）
- BUBKA （2021年5月号[注 12]、2022年5月号、白夜書房）
- 月刊エンタメ（2021年8月号[注 13]、2022年5月号[注 14]、徳間書店）
- はじめましてのウクレレ・ブックVol.2 2022（リットーミュージック）
- IDOL AND READ 034（シンコーミュージック・エンタテイメント） - 表紙
- シティ情報ふくおか（2023年5月号[注 15]、シティ情報ふくおか）
- 月刊わんこ（vol.12、vol.18[注 16]、ジェイロック）
- S Cawaii!（2025年5月号[注 17]、主婦の友社）- 中山莉子と共に表紙（特別版）

### 写真集
- わたし。（2023年6月12日、SDP）[157]